# Na scenach świata
Na scenach świata (rum. Darclée) – rumuński film biograficzny z 1960 roku w reżyserii Mihaia Iacoba. Obraz poświęcony życiu i karierze artystycznej Hariclei Darclée, rumuńskiej śpiewaczki operowej pochodzenia greckiego.
W 1961 film był wyświetlany w polskich kinach. W tym samym roku brał udział w konkursie głównym o nagrodę Złotej Palmy na 14. MFF w Cannes.

## Obsada
- Silvia Popovici jako Hariclea Darclée
- Victor Rebengiuc jako Iorgu Hartulari
- Toma Dimitriu jako kompozytor George Stephănescu
- Cristea Avram jako Eugenio Giraldoni
- Marcel Anghelescu jako Ruggero Leoncavallo
- Costache Antoniu jako Charles Gounod
- Geo Barton jako Giacomo Puccini
- Jules Cazaban jako Ion Haricli
- Fory Etterle jako Pierre Gailhard
- Ion Dichiseanu jako Perotto
- Amza Pellea jako autor libretta
- Nae Roman jako autor libretta
- Ion Manu
- Ștefan Mihăilescu-Brăila
- Nelly Nicolau
- Eugenia Popovici